# Max Ludwig (General)

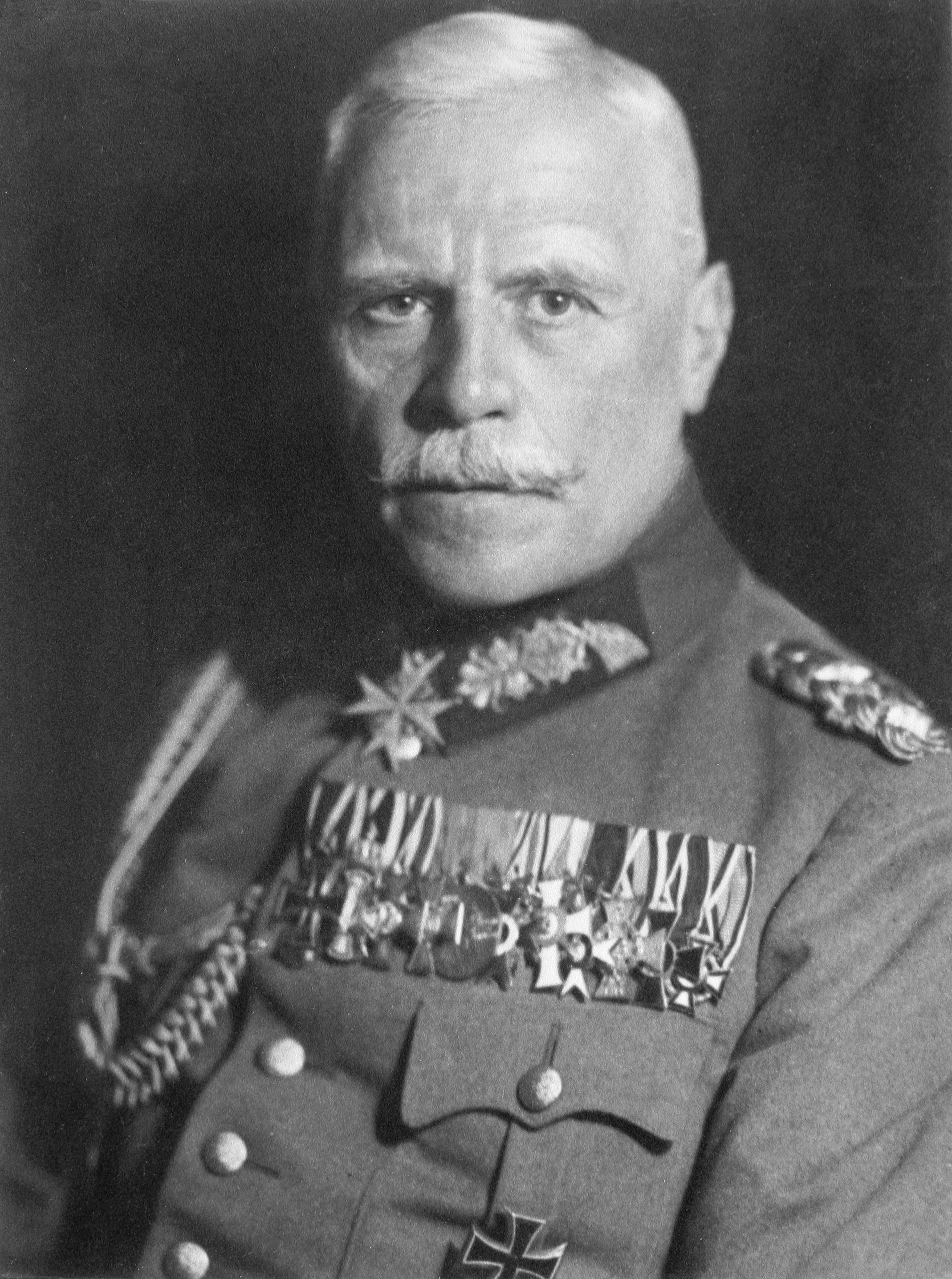
Max Ludwig nach seiner Ernennung zum General der Artillerie (1929)

Max Heinrich Ludwig (* 26. März 1871 in Sangerhausen; † 28. Januar 1961 in Gotha) war ein deutscher General der Artillerie sowie von 1926 bis 1929 Chef des Heereswaffenamtes.

## Leben
Ludwig trat am 1. April 1891 als Fahnenjunker in das Niedersächsische Fußartillerie-Regiment Nr. 10 der Preußischen Armee in Straßburg ein und wurde am 18. Juni 1892 zum Leutnant befördert. Am 18. Oktober 1892 erfolgte seine Versetzung in das Hohenzollernsche Fußartillerie-Regiment Nr. 13 nach Ulm. Im Oktober 1894 erfolgte seine Kommandierung zur weiteren Ausbildung an die Artillerieschule nach Berlin. Hier verblieb er bis zum 31. Juli 1896, um anschließend als Adjutant in seinem Regiment eingesetzt zu werden. Vom 1. Oktober 1898 bis 20. Juli 1901 wurde Ludwig an die Kriegsakademie kommandiert und hier am 16. Juni 1901 zum Oberleutnant befördert. Ab 1. April 1903 wurde er zunächst in den Großen Generalstab kommandiert und unter gleichzeitiger Beförderung zum Hauptmann am 20. März 1906 hierher versetzt. Anschließend wechselte er am 27. Januar 1907 in den Generalstab des Gouvernements Metz und erhielt am 3. April 1909 die Ernennung zum Batteriechef in seinem Regiment. Am 1. April 1912 wurde er ein weiteres Mal in den Großen Generalstab versetzt, dort am 1. Oktober 1912 zum Major befördert und am 10. März 1914 in den Generalstab der 33. Division abkommandiert.
Mit Ausbruch des Ersten Weltkriegs nahm er mit der Division an den Grenzschlachten an der Westfront teil und wurde am 24. Dezember 1914 Ia beim XXXIX. Reserve-Korps. In gleicher Funktion kam Ludwig am 1. Juni 1916 an die Ostfront zur Heeresgruppe Prinz Leopold von Bayern und wurde auch nach seiner Versetzung zur Heeresgruppe Woyrsch am 5. September 1916 hier eingesetzt. Nach seiner Ernennung am 6. Januar 1917 zum Chef des Generalstabes des XXXVIII. Reserve-Korps übernahm er zunächst am 23. April 1917 in gleicher Funktion die Heeresgruppe G und gegen Jahresende am 11. Dezember den Stab des Generalkommandos 59. Dort erhielt er am 27. Januar 1918 die Beförderung zum Oberstleutnant, bevor ab 4. Juni wieder im XXXVIII. Reserve-Korps eingesetzt wurde. Seine letzte Verwendung im Ersten Weltkrieg fand er am 27. September 1918 als Chef des Generalstabes des XXI. Armee-Korps.
Nach Kriegsende war Ludwig zunächst Chef des Generalstabes des Gouvernements Graudenz und ab 1. Oktober 1919 Chef des Generalstabes des Wehrkreis-Kommandos II in Stettin, bevor er am 28. März 1920 zum Chef des Generalstabes der Festung Königsberg ernannt wurde. Hier erhielt er am 18. Dezember 1920 die Beförderung zum Oberst und nach seiner Übernahme in die Reichswehr die Ernennung zum Kommandeur der Festung Königsberg am 1. Mai 1921. Ludwig wechselte am 1. Juli 1923 in das Reichswehrministerium nach Berlin und übernahm hier den Posten des Inspekteurs der Pioniere und der Festungen (In 5). Als solcher wurde er am 1. Februar 1925 Generalmajor. Am 1. März 1926 erfolgte seine Ernennung zum Chef des Heereswaffenamtes im Reichswehrministerium sowie am 1. November 1927 die Beförderung zum Generalleutnant.
Man verabschiedete Ludwig unter gleichzeitiger Beförderung zum General der Artillerie am 31. Mai 1929 aus der Armee. Während seines Ruhestandes war er als Militärschriftsteller u. a. als Hauptschriftleiter der Wehrtechnischen Monatshefte im Verlag E.S. Mittler & Sohn tätig. Ab 1932 lebte er in Thal (Thüringen), wo sich im Park des „Hauses Felseneck“ auch sein Grabmal befindet. Ludwig war Mitglied der Christlich-Demokratischen Union Deutschlands in der DDR.
Der Politiker und Berufsoffizier Günther Ludwig war sein Sohn.

## Auszeichnungen
- Roter Adlerorden IV. Klasse[3] am 21. Januar 1912
- Eisernes Kreuz (1914) II. Klasse[3] am 10. September 1914
- Eisernes Kreuz (1914) I. Klasse[3] am 15. November 1914
- Ritterkreuz des Königlichen Hausordens von Hohenzollern mit Schwertern[3] am 27. September 1916
- Ritterkreuz des Ordens der Württembergischen Krone[3] mit Schwertern am 15. Oktober 1916
- Bayerischer Militärverdienstorden III. Klasse[3] am 29. Januar 1917
- Lippisches Kriegsverdienstkreuz[3] am 1. April 1917
- Hanseatenkreuz Hamburg[3] am 16. Mai 1917
- Ritterkreuz I. Klasse des Albrechts-Ordens mit Schwertern[3] am 20. Juni 1917
- Österreichisches Militärverdienstkreuz III. Klasse mit der Kriegsdekoration[3] im September 1917
- Pour le Mérite[3] am 5. Juli 1918
- Preußisches Dienstverdienstkreuz[3] am 22. Juni 1920:

## Veröffentlichungen (Auswahl)
- Die Strategie Moltkes – ein System der Aushülfen. In: Militär-Wochenblatt. 1901, 86. Jhg., Nr. 114.
- Taktische Betrachtungen über den Angriff auf befestigte Feldstellungen., Beiheft zum Militär-Wochenblatt. 8. Jhg., Heft 1903.
- Die Festung in den Kriegen Napoleons und der Neuzeit. In: Militär-Wochenblatt. 1905, 90. Jhg., Nr. 23.
- Geschichte des Hohenzollernschen Fußartillerieregiments Nr. 13., 1905, im Eigenverlag des Regiments
- Vorposten im Festungskriege. In: Militär-Wochenblatt. 1910, 95. Jhg., Nr. 71 und 72.
- Der Balkankrieg 1912/13. 1914, Kriegsgeschichtliche Einzelschriften, Sonderabdruck in den Vierteljahresheften für Truppenführung und Heereskunde, herausgegeben vom Großen Generalstab, Heft 50 (160 Seiten, 6 Karten, 8 Ansichtsskizzen).
- Die Verteidigung neuzeitlicher Festungen. In: Militärwissenschaftliche Rundschau. 1937, 2. Jhg., Heft 1, S. 434–455.
- Neuzeitliche Festungen. Von der Ringfestung zur befestigten Zone. Mittler, Berlin 1938.
- Ein Rückblick auf die Munitionsversorgung des Feldheeres im Weltkriege. Sonderabdruck in Militärwissenschaftliche Rundschau. 1941, Heft 4.